# Greenback
Greenback – miasto w Stanach Zjednoczonych, w stanie Tennessee, w hrabstwie Loudon.